# 局事帖
《局事帖》是北宋文学家、唐宋八大家之一曾巩的唯一传世墨迹。

## 简介
《局事帖》纵29厘米、横39.5厘米，是写给友人的一封书信，全文124字：
|  | 局事多暇，动履禔福。去远诲论之益，忽忽三载之久。跧处穷徼，日迷汩于吏职之冗，固岂有乐意耶？去受代之期虽幸密迩，而替人寂然未闻，亦旦夕望望。果能遂逃旷弛，实自贤者之力。夏秋之交，道出府下，因以致谢左右，庶竟万一。余冀顺序珍重，前即召擢。偶便专此上问，不宣。巩再拜运勾奉议无党乡贤。二十七日。谨启。 |

《局事帖》记载最早见于清初卞永誉编《式古堂书画汇考》，题为《局事多暇帖》。其后吴升《大观录》、安岐《墨缘汇观》亦有著录《局事帖》，所载行款与今本同。根据帖上鉴藏印可知明代何良俊、项元汴，清代安岐、王芑孙、曾燠、费念慈，民国许姬传、张珩、张文魁等皆收藏过此帖。
1996年，《局事帖》现身美国纽约佳士得张文魁旧藏“张氏涵庐宋元翰牍”专场拍卖会，以50.85万美元被比利时收藏家盖伊·尤伦斯拍下。2009年，北京保利举办“尤伦斯夫妇收藏重要中国书画专场”拍卖会，最终《局事帖》拍出1.0864亿元人民币，成为首件破亿元的中国书法作品。2016年，中国嘉德春拍“大观——中国书画珍品之夜·古代”专场上，华谊兄弟创始人王中军以1.8亿元人民币落槌价、加佣金2.07亿元人民币购得《局事帖》。

## 真伪之辨
徐邦达、曹宝麟等学者曾考证认为《局事帖》是曾巩真迹。2016年中国嘉德拍卖《局事帖》之前也曾组织各界学者参加研讨会，以确认其可靠性。不过亦有一些学者对此提出质疑。如中国人民大学历史系教授李全德就认为之前学者对《局事帖》文本解读有误，他根据文本内容与曾巩仕宦经历考证认为该帖非曾巩真迹，不过他也认可《局事帖》确为北宋遗墨。